# Puchar PZM na Żużlu 1968
Puchar Polskiego Związku Motorowego 1968 – 7. edycja zawodów żużlowych o przechodni Puchar Zarządu Głównego Polskiego Związku Motorowego w sezonie 1968. O puchar rywalizowało 16 drużyn w 4 grupach. Rozegrano po 4 rundy dla każdej z grup. Podział grup był następujący: w Grupie I rywalizowały 4 najlepsze drużyny sezonu 1967, a w Grupie II – drużyny z miejsc 5-8. W grupach III (miejsca 1–4 II ligi 1967) i IV (miejsca 5–8 II ligi 1967) drużyny z II ligi. Punktacja w poszczególnych rundach I i II Grupy była następująca: 1 m. – 4 pkt., 2 m. – 3 pkt., 3 m. – 2 pkt. i 4 m. – 1 pkt. W klasyfikacji generalnej zwyciężyli żużlowcy ROW Rybnik.

## Drużyny
| Grupa I - I Liga                                            | Grupa II - I liga                                                | Grupa III - II liga                                                      | Grupa IV - II liga                                 |
| ----------------------------------------------------------- | ---------------------------------------------------------------- | ------------------------------------------------------------------------ | -------------------------------------------------- |
| Wybrzeże Gdańsk Stal Gorzów Wlkp. Sparta Wrocław ROW Rybnik | Stal Rzeszów Włókniarz Częstochowa Polonia Bydgoszcz Unia Tarnów | Śląsk Świętochłowice Zgrzeblarki Zielona Góra Kolejarz Opole Unia Leszno | Stal Toruń Gwardia Łódź Motor Lublin Start Gniezno |

## Rundy

### Grupa I
| Poz. | Klub              | Punkty |
| ---- | ----------------- | ------ |
| 1    | RKM Rybnik        | 31     |
| 2    | Sparta Wrocław    | 30     |
| 3    | Wybrzeże Gdańsk   | 20     |
| 4    | Stal Gorzów Wlkp. | 15     |

| Poz. | Klub              | Punkty |
| ---- | ----------------- | ------ |
| 1    | ROW Rybnik        | 29     |
| 2    | Sparta Wrocław    | 26     |
| 3    | Stal Gorzów Wlkp. | 25     |
| 4    | Wybrzeże Gdańsk   | 16     |

| Poz. | Klub              | Punkty |
| ---- | ----------------- | ------ |
| 1    | Stal Gorzów Wlkp. | 37     |
| 2    | ROW Rybnik        | 31     |
| 3    | Sparta Wrocław    | 20     |
| 4    | Wybrzeże Gdańsk   | 8      |

| Poz. | Klub              | Punkty |
| ---- | ----------------- | ------ |
| 1    | ROW Rybnik        | 44     |
| 2    | Stal Gorzów Wlkp. | 20     |
| 3    | Sparta Wrocław    | 17     |
| 4    | Wybrzeże Gdańsk   | 15     |

| Tabela Grupy I \| Poz. \| Klub \| Punkty \| Małe punkty \| \| ---- \| ----------------- \| ------ \| ----------- \| \| 1 \| ROW Rybnik \| 15 \| 135 \| \| 2 \| Stal Gorzów Wlkp. \| 10 \| 97 \| \| 3 \| Sparta Wrocław \| 10 \| 93 \| \| 4 \| Wybrzeże Gdańsk \| 5 \| 59 \| |                   |        |             |
| Poz. | Klub              | Punkty | Małe punkty |
| 1 | ROW Rybnik        | 15     | 135         |
| 2 | Stal Gorzów Wlkp. | 10     | 97          |
| 3 | Sparta Wrocław    | 10     | 93          |
| 4 | Wybrzeże Gdańsk   | 5      | 59          |

### Grupa II
| Poz. | Klub                  | Punkty |
| ---- | --------------------- | ------ |
| 1    | Polonia Bydgoszcz     | 31     |
| 2–3  | Włókniarz Częstochowa | 22     |
| 2–3  | Unia Tarnów           | 22     |
| 4    | Stal Rzeszów          | 19     |

| Poz. | Klub                  | Punkty |
| ---- | --------------------- | ------ |
| 1    | Unia Tarnów           | 38     |
| 2    | Polonia Bydgoszcz     | 24     |
| 3    | Stal Rzeszów          | 23     |
| 4    | Włókniarz Częstochowa | 10     |

| Poz. | Klub                  | Punkty |
| ---- | --------------------- | ------ |
| 1    | Polonia Bydgoszcz     | 34     |
| 2    | Stal Rzeszów          | 27     |
| 3    | Unia Tarnów           | 25     |
| 4    | Włókniarz Częstochowa | 9      |

| Poz. | Klub                  | Punkty |
| ---- | --------------------- | ------ |
| 1    | Włókniarz Częstochowa | 39     |
| 2    | Stal Rzeszów          | 27     |
| 3    | Polonia Bydgoszcz     | 26     |
| 4    | Unia Tarnów           | 4      |

| Tabela Grupy II \| Poz. \| Klub \| Punkty \| Małe Punkty \| \| ---- \| --------------------- \| ------ \| ----------- \| \| 1 \| Polonia Bydgoszcz \| 13 \| 115 \| \| 2 \| Unia Tarnów \| 9,5 \| 89 \| \| 3 \| Stal Rzeszów \| 9 \| 96 \| \| 4 \| Włókniarz Częstochowa \| 8,5 \| 80 \| |                       |        |             |
| Poz. | Klub                  | Punkty | Małe Punkty |
| 1 | Polonia Bydgoszcz     | 13     | 115         |
| 2 | Unia Tarnów           | 9,5    | 89          |
| 3 | Stal Rzeszów          | 9      | 96          |
| 4 | Włókniarz Częstochowa | 8,5    | 80          |

### Grupa III
| Tabela Grupy III \| Poz. \| Klub \| Punkty \| \| ---- \| ------------------------ \| ------ \| \| 1 \| Unia Leszno \| 147 \| \| 2 \| Kolejarz Opole \| 119 \| \| 3 \| Śląsk Świętochłowice \| 83 \| \| 4 \| Zgrzeblarki Zielona Góra \| 24 \| |                          |        |
| Poz. | Klub                     | Punkty |
| 1 | Unia Leszno              | 147    |
| 2 | Kolejarz Opole           | 119    |
| 3 | Śląsk Świętochłowice     | 83     |
| 4 | Zgrzeblarki Zielona Góra | 24     |

### Grupa IV
| Tabela Grupy IV \| Poz. \| Klub \| Punkty \| \| ---- \| ------------- \| ------ \| \| 1 \| Start Gniezno \| 140 \| \| 2 \| Stal Toruń \| 101 \| \| 3 \| Gwardia Łódź \| 81 \| \| 4 \| Motor Lublin \| 62 \| |               |        |
| Poz. | Klub          | Punkty |
| 1 | Start Gniezno | 140    |
| 2 | Stal Toruń    | 101    |
| 3 | Gwardia Łódź  | 81     |
| 4 | Motor Lublin  | 62     |

## Tabela końcowa
| Poz. | Klub                     |
| ---- | ------------------------ |
| 1    | ROW Rybnik               |
| 2    | Stal Gorzów Wlkp.        |
| 3    | Sparta Wrocław           |
| 4    | Wybrzeże Gdańsk          |
| 5    | Polonia Bydgoszcz        |
| 6    | Unia Tarnów              |
| 7    | Stal Rzeszów             |
| 8    | Włókniarz Częstochowa    |
| 9    | Unia Leszno              |
| 10   | Kolejarz Opole           |
| 11   | Śląsk Świętochłowice     |
| 12   | Zgrzeblarki Zielona Góra |
| 13   | Start Gniezno            |
| 14   | Stal Toruń               |
| 15   | Gwardia Łódź             |
| 16   | Motor Lublin             |